# Tapiriscus pannonicus
Il tapirisco (Tapiriscus pannonicus) è un mammifero perissodattilo estinto, appartenente ai tapiridi. Visse nel Miocene medio - superiore (Vallesiano - Turoliano, circa 11 - 8 milioni di anni fa) e i suoi resti fossili sono stati ritrovati in Europa.

## Descrizione
Tutto quello che si conosce di questo animale sono alcuni denti, ed è quindi impossibile ricostruirne fedelmente l'aspetto. Dal raffronto con animali simili ben conosciuti, si suppone che Tapiriscus fosse molto simile ai tapiri attuali, ma di taglia di gran lunga inferiore. Forse era molto simile, in quanto a taglia, all'arcaico Protapirus. Tapiricus era caratterizzato da premolari e molari brachidonti (dalla corona bassa) e relativamente stretti. Sembra che fosse presente un primo premolare superiore deciduo persistente anche negli adulti. Tapiriscus era chiaramente più piccolo di altri tapiridi coevi come Tapirus priscus. 

## Classificazione
Tapiriscus pannonicus venne descritto per la prima volta da Miklós Kretzoi nel 1951, sulla base di alcuni denti fossili ritrovati nella zona di Csákvár in Ungheria; altri fossili sono stati ritrovati in seguito in Francia (Aubignas) e in Germania (Melchingen e Dorn-Durkheim).
Non è chiaro se Tapiriscus pannonicus appartenga o meno al genere Tapirus; di certo questo animale era una forma endemica dell'Europa centrale, forse derivata da forme arcaiche quali Paratapirus.

## Paleoecologia
Come le forme attuali di tapiri, anche Tapiriscus doveva essere un animale che prediligeva le foreste vicino a corsi e specchi d'acqua.